# MP3 (Mondo Marcio)
MP3 è un singolo del rapper italiano Mondo Marcio, pubblicato il 14 maggio 2010 come secondo estratto dal quarto album in studio Animale in gabbia.

## Tracce
1. MP3 – 4:06